# كومبارس
الكومبارس (بالإيطالية: Comparsa)‏، تعني؛ ممثل الخلفية أو الممثل الإضافي، هو الممثل الذي يظهر في دور غير متكلم أو صامت في فيلم أو برنامج تلفزيوني أو مسرحي أو موسيقي أو أوبرا أو باليه (على سبيل المثال في جمهور أو مشهد شارع مزدحم). كثيرًا ما يتم استخدام ممثلي الخلفية بأعداد كبيرة في أفلام الحرب والأفلام الملحمية؛ إذ ظهر في بعض الأفلام مئات أو حتى الآلاف من الممثلين الذين تم استخدامهم في الخلفية كأعضاء في فريق التمثيل.
يظهر ممثلو الخلفية عادة في مشهد فصول مدرسة أو قاعة محاضرة في كلية أو جماهير عريضة أو كثيرة مثل أهالي حارة في حي شعبي أو قرية قد تصل إلى أعداد غفيرة مثل مشاهد المظاهرات والمعارك والحروب ويتلقون أجورًا ليلعبوا دوراً تكميليا مهما في عرض فني. وغالباً ما يضفي ممثل الخلفية واقعية على المشهد الفني ويساعد على خلق مناخ طبيعي لتنفيذ التصورات أو السيناريو من تسلسل أحداث القصة.